# 張國勝
張國勝（1956年12月—2010年4月8日），男，汉族，福建省漳州市平和县人，中共党员。福建师大物理系毕业，中央党校研究生学历。

## 生平
1982年2月参加工作，1996年4月任华安县委书记；1996年7月任福建省水产厅副厅长、党组成员，2000年3月起任福建省海洋与渔业局副局长、党组成员。 2003年起任福建省海洋与渔业局局长，党组书记。2006年8月任莆田市委副书记、代市长。福建省委委员。2007年4月当选为莆田市市长。

## 自杀
2010年4月8日上午8時30分，張國勝从莆田市政府3号楼5楼的衛生間窗戶跳下坠亡。 莆田市政府官方證實張國勝跳樓死亡消息，但未透露自杀原因。網上傳言張國勝因涉及在城市建設土地開發項目收受賄賂被中紀委調查，但福建省新闻办官方否認有關傳聞。